# Siva Vaidhyanathan
Siva Vaidhyanathan (Buffalo, 1966) é um estudioso da mídia e de história cultural, professor da Universidade de Virgínia. Ele é colunista permanente do jornal The Guardian e da revista Slate e colaborador frequente em discussões sobre mídia e cultura, como na The Nation, além de membro do Instituto de Humanidades de Nova Iorque e do Instituto para o Futuro do Livro.
Bacharel em História e Ph.D. em Estudos Americanos pela Universidade do Texas em Austin, Vaidhyanathan participou de um dos episódios de The Daily Show para discutir os primeiros avanços das redes sociais e apareceu em diversos documentários, como Freedom of Expression (2007) e Terms and Conditions May Apply (2013).

## Obras
- Copyrights and Copywrongs: The Rise of Intellectual Property and How It Threatens Creativity, NYU Press, 2001. (ISBN 978-0814788073)
- The Anarchist in the Library: How the Clash Between Freedom and Control Is Hacking the Real World and Crashing the System, Basic Books, 2004. (ISBN 978-0465089857)
- Rewiring the Nation: The Place of Technology in American Studies, co-edited with Carolyn de la Peña, Johns Hopkins University Press, 2007. (ISBN 978-0801886515)
- The Googlization of Everything -- and Why We Should Worry, University of California Press, 2011. (ISBN 978-0520258822). The text was in open development on a blog, launched September 27, 2007 in collaboration with the Institute for the Future of the Book.
- Intellectual Property: A Very Short Introduction, Oxford University Press, 2017. (ISBN 9780195372779)
- Antisocial Media: How Facebook Disconnects Us And Undermines Democracy, Oxford University Press, 2018. (ISBN 978-0190841164)